# Ryan Hall (athlétisme)
Pour les articles homonymes, voir Ryan Hall.
Ryan Hall, né le 14 octobre 1982 aux États-Unis, est un coureur américain de longue distance. Il a gagné le marathon 2008 de qualification américaine aux jeux olympiques et termina 10e aux Jeux olympiques de Pékin. Il détient le record américain de semi-marathon (59 min 43").